# Helgastaðafjall
Helgastaðafjall är en kulle i republiken Island. Den ligger i regionen Suðurland, 200 km öster om huvudstaden Reykjavík. Toppen på Helgastaðafjall är 481 meter över havet.
Trakten runt Helgastaðafjall är nära nog obefolkad, med mindre än två invånare per kvadratkilometer. Det finns inga samhällen i närheten. Trakten runt Helgastaðafjall består i huvudsak av gräsmarker.